# Чухно, Анатолий Андреевич
Анатолий Андреевич Чухно (1926 — 17 ноября 2012) — советский и украинский экономист-теоретик, член-корреспондент AH УССР (с 1967). Академик АН УССР (с 1988).
После окончания Киевского университета (1951) работал в нём, с 1963 — руководитель кафедры политической экономии, с 1979 — его проректор.
Автор около 80 работ из области исследования закономерностей развития отношений распределения хозяйственных единиц, взаимодействия закона распределения и закона стоимости, вопросов экономического стимулирования, расхода общественного производства и др. теоретических вопросов политической экономии.